# Società Italiana Vetture Elettriche Gallia
Società Italiana Vetture Elettriche Gallia war ein italienischer Hersteller von Automobilen.

## Unternehmensgeschichte
Das Unternehmen aus Turin begann im Juli 1905 mit der Produktion von Automobilen. Der Markenname lautete Gallia. 1907 endete die Produktion.

## Fahrzeuge
Die Fahrzeuge entstanden nach einer Lizenz der Société l'Électrique aus Paris. Das Modell Gallia hatte zwei Elektromotoren. Das Modell Galliette hatte nur einen Elektromotor, der seine Kraft über eine Kardanwelle an die Antriebsachse übertrug.